# 整董镇
整董镇，是中华人民共和国云南省普洱市江城哈尼族彝族自治县下辖的一个乡镇级行政单位。

## 行政区划
整董镇下辖以下地区：
整董村、曼汤村和滑石板村。

## 中国传统村落
- 2012年12月，城子三寨村被评为首批“中国传统村落”。
- 2013年8月，大河边、老伯寨、曼滩、大青树、力哨坡、麻木树被评为第二批中国传统村落。